# Gustave Bord
Gustave Bord (Limoges, 26 de enero de 1852-Saint-Malo, 21 de abril de 1934) fue un historiador francés conocido por sus opiniones antimasónicas.

## Tesis
Opinó que la masonería era una secta religiosa materialista.
Sostiene que la masonería fue la coordinadora de la revolución francesa.
Bord fue unos de los primeros históricos en negar la existencia de una conspiración judeomasónica.